# مدينة بيروت الرياضية
مدينة بيروت الرياضية أو مدينة كميل شمعون الرياضية، هي مدينة رياضية تقع في منطقة الجناح في العاصمة اللبنانيّة بيروت، إذ تُعتبر من أهم المنشئات الرياضية فيها. تأسست عام 1957.

## التأسيس
بنيت المدينة الرياضية، في عام 1956 في عهد الرئيس كميل شمعون، وحملت رسمياً اسمه وتمّ تدشينها في 12 آب عام 1957م.
وكانت المباراة الافتتاحية مباراة ودية ضد نادي بترولول، حيث فاز لبنان بهدف مقابل لا شيء سجله الهدف جوزف أبو مراد، وكان ذلك في افتتاح الدورة العربيّة الثانية بحضور رئيس الجمهورية اللبنانيّة وعاهل المملكة العربيّة السعودية سعود بن عبد العزيز آل سعود، ووفود رسمية من مختلف دول العالم وشعبية من كافة المناطق اللبنانية.

## إعادة الافتتاح
بقيت مدينة كميل شمعون تحمل اسمه. إلا أنه وخلال عملية اجتياح بيروت، دمر طيران العدو الإسرائيلي في حربه الهمجية على لبنان المدينة الرياضية بحجة وجود مقاومين فيها. وفي الرابع من أيلول عام 1993م إعيد ترميمها بدعم من دولة الرئيس الشهيد رفيق الحريري وبتمويل سعودي -كويتي حيث وضع الحجر الأساس لإعادة بنائها لاستقبال الدورة العربيّة الثامنة من تموز عام 1997م
افتتحت الدورة السادسة للألعاب الفرنكوفونية السادسة في بيروت، على ستاد مدينة كميل شمعون الرياضية. وانطلق الحفل بحضور نحو 20 ألف متفرج تقدمهم رئيس الجمهورية اللبنانية ميشال سليمان وأمين عام المنظمة الفرنكوفونية السنغالي عبدو ضيوف والأمير ألبير دو موناكو ورئيس حكومة فرنسا فرانسوا فيون ووفود وزارية ورسمية من عدد كبير من الدول المشاركة في الدورة، وشخصيات سياسية وفعاليات والوفود الرياضية والثقافية المشاركة من 42 دولة.